# Pierwoząb wiązkowy
Pierwoząb wiązkowy (Protodontia fascicularis (Alb. & Schwein.) Pilát ex Wojewoda) – gatunek grzybów z rzędu uszakowców. 

## Systematyka i nazewnictwo
Pozycja w klasyfikacji według Index Fungorum: Protodontia, Hyaloriaceae, Auriculariales, Auriculariomycetidae, Agaricomycetes, Agaricomycotina, Basidiomycota, Fungi.
Polską nazwę "pierwoząb wiązkowy" podał Wojewoda w 1977.

## Występowanie i siedlisko
Występuje w Europie, w tym w Polsce. Saprotrof, który rośnie na martwym drewnie jodły pospolitej oraz sosny zwyczajnej.